# Helios TBLUS
Helios TBLUS d.o.o. je slovensko kemično podjetje s sedežem v Domžalah. Izdeluje premaze, lake in umetne smole. Ena od njegovih blagovnih znamk je Helios.

## Lastništvo
Njena materinska družba je HELIOS sestavljeno podjetje za kapitalske naložbe in razvoj, d.o.o., katere materinska družba je podjetje Kansai Helios Coatings GmbH.

### Sestrske družbe
Med slovenske hčerinske družbe sestavljenega podjetja Helios sodijo še kamniški Helios Kemostik, črnuška Belinka Perkemija in domžalski HGtrade.

## Zgodovina
Leta 1924 je bila ustanovljena delniška družba Ljudevit Marx, Tovarna lakov Domžale. Po številnih statusnih in organizacijskih spremembah podjetja po 2. svetovni vojni je leta 1954 nastalo podjetje Helios, Tovarna lakov Domžale.
Med letoma 1975 in 1987 je bil k Heliosu priključen TKK Srpenica. Leta 1978 so delavci Oljarne Domžale glasovali za združitev s Heliosom.

## Sponzorstvo
Helios je generalni sponzor domžalske košarkarske ekipe Helios Suns.